# Computersabotage
Computersabotage ist in Deutschland gemäß § 303b des Strafgesetzbuches (StGB) ein Vergehen, das mit Freiheitsstrafe bis zu drei bzw. fünf Jahren oder Geldstrafe, in besonders schweren Fällen mit Freiheitsstrafe von sechs Monaten bis zu zehn Jahren bestraft wird.

## Allgemeines
Computersabotage im Sinne des deutschen Strafrechts ist das Stören einer fremden Datenverarbeitungsanlage, die für einen anderen von wesentlicher Bedeutung ist. Im Gegensatz zur vorherigen Rechtslage erfasst der neue § 303b StGB nicht nur den betrieblichen Bereich, sondern auch Datenverarbeitungen, die den privaten Bereich betreffen. Die Änderung des § 303b StGB und die Neufassung des Delikts der Computersabotage erfolgte in Umsetzung des Übereinkommens des Europarates über Computerkriminalität und der Umsetzung des Rahmenbeschlusses 2005/222/JI des Rates vom 24. Februar 2005 über Angriffe auf Informationssysteme (ABl. EU Nr. L 69 S. 67).

## Wortlaut
§ 303b StGB lautet nach der letzten Änderung im Rahmen des 41. Strafrechtsänderungsgesetzes zur Bekämpfung der Computerkriminalität in der Fassung vom 7. August 2007 wie folgt:
§ 303b Computersabotage
(1) Wer eine Datenverarbeitung, die für einen anderen von wesentlicher Bedeutung ist, dadurch erheblich stört, dass er
1. eine Tat nach § 303a Abs. 1 begeht,
2. Daten (§ 202a Abs. 2) in der Absicht, einem anderen Nachteil zuzufügen, eingibt oder übermittelt oder
3. eine Datenverarbeitungsanlage oder einen Datenträger zerstört, beschädigt, unbrauchbar macht, beseitigt oder verändert,

wird mit Freiheitsstrafe bis zu drei Jahren oder mit Geldstrafe bestraft.
(2) Handelt es sich um eine Datenverarbeitung, die für einen fremden Betrieb, ein fremdes Unternehmen oder eine Behörde von wesentlicher Bedeutung ist, ist die Strafe Freiheitsstrafe bis zu fünf Jahren oder Geldstrafe.
(3) Der Versuch ist strafbar.
(4) In besonders schweren Fällen des Absatzes 2 ist die Strafe Freiheitsstrafe von sechs Monaten bis zu zehn Jahren. Ein besonders schwerer Fall liegt in der Regel vor, wenn der Täter
1. einen Vermögensverlust großen Ausmaßes herbeiführt,
2. gewerbsmäßig oder als Mitglied einer Bande handelt, die sich zur fortgesetzten Begehung von Computersabotage verbunden hat,
3. durch die Tat die Versorgung der Bevölkerung mit lebenswichtigen Gütern oder Dienstleistungen oder die Sicherheit der Bundesrepublik Deutschland beeinträchtigt.

(5) Für die Vorbereitung einer Straftat nach Absatz 1 gilt § 202c entsprechend.

## Erscheinungsformen
Denial-of-Service-Angriffe (DoS, DDoS) werden grundsätzlich als Tathandlungen nach § 303b Abs. 1 Nr. 2 StGB angesehen. Wenn der Angriff mittels IP-spoofing ausgelöst wird, spricht man von einer Distributed-Reflected-Denial-of-Service-Attacke (DRDoS).
Die Nutzung von Malware unterschiedlicher Art (Viren, Würmer, Trojaner und dergleichen) kann regelmäßig die Tatbestandsalternative des § 303b Abs. 1 Nr. 1 StGB erfüllen.

## Prozessuales (Strafantrag, keine Privatklage)
Gemäß § 303c StGB wird die einfache Computersabotage Tat nur auf Antrag verfolgt, es sei denn, dass die Strafverfolgungsbehörde wegen des besonderen öffentlichen Interesses an der Strafverfolgung ein Einschreiten von Amts wegen für geboten hält.
Computersabotage ist kein Privatklagedelikt (siehe § 374 StPO).

## Erfasste Delikte in der polizeilichen Kriminalstatistik (§§ 303a, 303b StGB)
|      | Anzahl der Delikte (§§ 303a, 303b StGB) in Deutschland (PKS 2004–2008) |
| 2003 | 1.705                                                                  |
| 2004 | 3.130                                                                  |
| 2005 | 1.609                                                                  |
| 2006 | 1.672                                                                  |
| 2007 | 2.660                                                                  |
| 2008 | 2.207                                                                  |
| 2009 | 2.276                                                                  |

In der deutschen Polizeilichen Kriminalstatistik (PKS) wurden 2008 insgesamt 2.207 Delikte von Datenveränderung bzw. Computersabotage erfasst. Die Fallzahlen der letzten Jahre können dem Diagramm (PKS 2003–2008) entnommen werden. 2009 verzeichnete die PKS 2.276 Fälle, was einem im Vergleich mit Wachstum der Fälle von Computerkriminalität in der PKS von 17,7 % eher moderaten Zuwachs von 3,1 % entspricht.
Anhand von Statistiken (Polizeiliche Kriminalstatistik, Verurteiltenstatistik usw.) lässt sich das genaue Ausmaß der Delikte allerdings nicht ermitteln. Wegen unterschiedlicher Erfassungszeiträume/-daten, zwischenzeitlichen Änderungen der Rechtslage und anderen Einflussfaktoren sind diese Statistiken in Deutschland nicht immer direkt vergleichbar.